# 군산신풍초등학교
군산신풍초등학교는 대한민국 전북특별자치도 군산시 나운동에 있는 공립 초등학교이다.

## 학교 연혁
- 1921년 5월 10일 신풍공립보통학교(4년제) 개교설립인가 3월 21일(미면 신풍리 1166)
- 1928년 4월 1일 6년제 개편 인가
- 1938년 4월 1일 신풍공립심상소학교로 개칭[1]
- 1941년 4월 1일 신풍공립국민학교로 개칭[2]
- 1949년 12월 31일 신풍국민학교로 명칭 변경[3]
- 1973년 7월 1일 군산시로 편입[4]
- 1984년 3월 12일 병설유치원 개원(바다유치원으로 통합)
- 1996년 3월 1일 신풍초등학교로 개칭[5]
- 2005년 4월 1일 야구부 창단
- 2006년 3월 1일 군산신풍초등학교로 개명
- 2018년 3월 1일 제28대 이성은 교장 부임
- 2018년 3월 1일 과학실 현대화 사업
- 2021년 2월 8일 제97회 졸업식(총 졸업생 11,846명)
- 2021년 3월 1일 11학급 편성

## 참고 자료
- 군산신풍초등학교 - 한국교육학술정보원 학교알리미